# Kazunari Koga
Kazunari Koga (født 17. april 1972) er en tidligere japansk fodboldspiller.
Han har spillet for flere forskellige klubber i sin karriere, herunder Cerezo Osaka.